# Paralympiska sommarspelen 1964
Paralympiska sommarspelen 1964 hölls i Tokyo, Japan under perioden 3-12 november 1964. 375 idrottare från 21 nationer deltog i spelen.

## Sporter
Nio sporter fans med vid 1964 års spel. I friidrott fanns rullstolslopp på 60 meter på bana med; efter att tidigare bara innehållit fältgrenar. Rullstolsloppet har sedan blivit en av de viktigaste paralympiska tävlingarna.
- Bågskytte
- Friidrott
- Dart
- Snooker
- Simning
- Bordtennis
- Tyngdlyftning
- Rullstolsbasket
- Rullstolsfäktning

## Medaljställning
| Pl. | Nation         | Guld | Silver | Brons | Totalt |
| --- | -------------- | ---- | ------ | ----- | ------ |
| 1   | USA            | 50   | 41     | 32    | 123    |
| 2   | Storbritannien | 18   | 23     | 20    | 61     |
| 3   | Italien        | 14   | 15     | 16    | 45     |
| 4   | Australien     | 12   | 11     | 7     | 30     |
| 5   | Rhodesia       | 10   | 5      | 2     | 17     |
| 6   | Sydafrika      | 8    | 8      | 3     | 19     |
| 7   | Israel         | 7    | 3      | 11    | 21     |
| 8   | Argentina      | 6    | 15     | 16    | 37     |
| 9   | Västtyskland   | 5    | 2      | 5     | 12     |
| 10  | Nederländerna  | 4    | 6      | 4     | 14     |
| 11  | Frankrike      | 4    | 2      | 5     | 11     |
| 12  | Österrike      | 4    | 1      | 7     | 12     |
| 13  | Japan          | 1    | 5      | 4     | 10     |
| 14  | Belgien        | 1    | 0      | 1     | 2      |
| 15  | Schweiz        | 0    | 1      | 0     | 1      |
| 16  | Malta          | 0    | 0      | 2     | 2      |
| 17  | Sverige        | 0    | 0      | 1     | 1      |
|     | Total          | 144  | 138    | 136   | 418    |

## Deltagande nationer
19 delegationer deltog i spelen.
| - Argentina - Australien - Österrike - Belgien - Fiji - Frankrike - Storbritannien | - Irland - Israel - Italien - Japan - Malta - Nederländerna - Rhodesia | - Sydafrika - Sverige - Schweiz - USA - Västtyskland |

Den här artikeln är helt eller delvis baserad på material från engelskspråkiga Wikipedia.